# Талызинский район
Талызинский район — административно-территориальная единица в составе Горьковской и Арзамасской областей, существовавшая в 1944—1957 годах. Центр — село Торговое Талызино.
Талызинский район был образован в ноябре 1944 года в составе Горьковской области.
В состав района вошли Алферьевский, Богатиловский, Верхнеталызинский, Липовский, Митропольский, Сарбаевский, Скрипинский, Торговоталызинский, Чаадаевский, Шемаринский с/с Теплостанского района.
В январе 1954 года Талызинский район был передан в Арзамасскую область.
В июне 1954 года Богатиловский с/с был присоединён к Митропольскому, Сарбаевский и Скрипинский — к Шемаринскому, Чаадаевский — к Торговоталызинскому.
В апреле 1957 года Талызинский район был возвращён в Горьковскую область.
В ноябре 1957 года Талызинский район был упразднён, а его территория передана в Сеченовский район.